# Hawaiian Airlines
Hawaiian Airlines є однією з найбільших авіакомпаній у Сполучених Штатах. Це також найбільша авіакомпанія на Гаваях. Hawaiian Airlines найстаріша авіакомпанія в США, яка може похвалитися тим, що у неї ніколи не було нещасних випадків за всю історію існування.

## Напрями
Hawaiian Airlines обслуговує кілька напрямків в Азіатсько-Тихоокеанських країнах і територіях.

### Азія

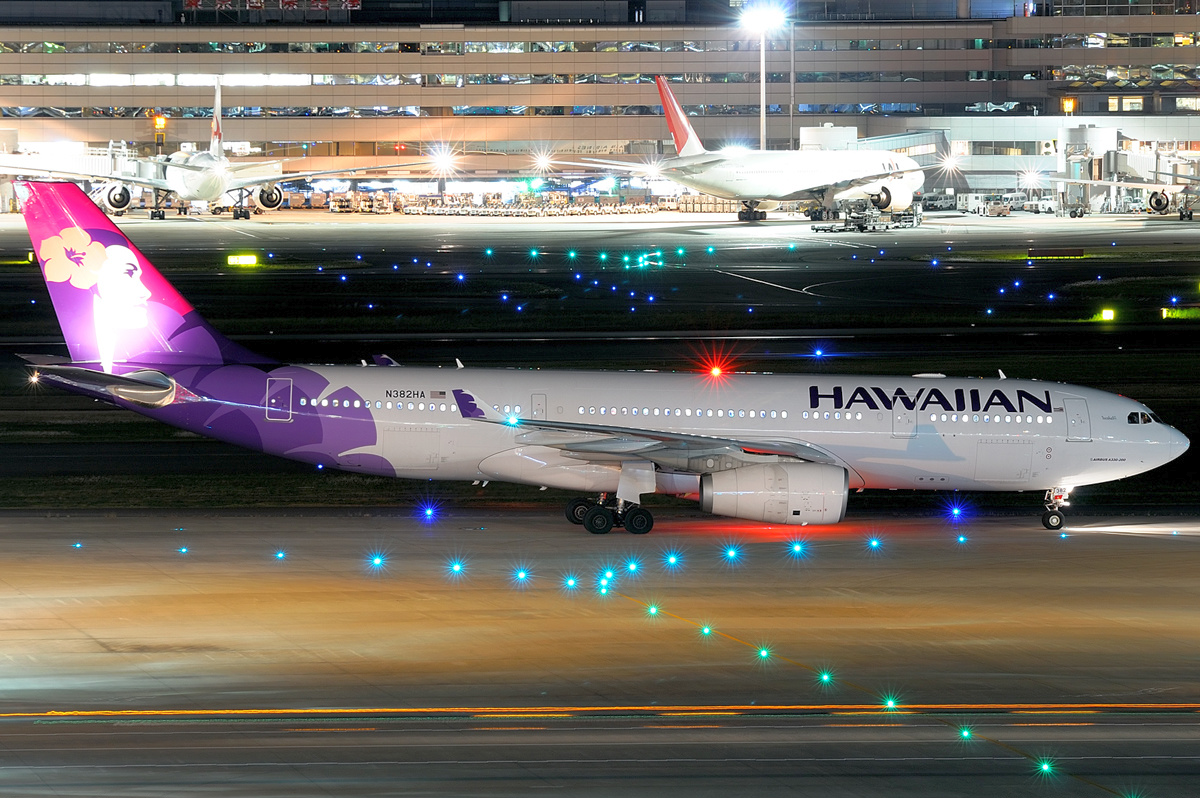
Airbus A330-200 Hawaiian Airlines

- Філіппіни

- Маніла — Міжнародний Аеропорт імені Ніною Акуїно

- Південна Корея

- Сеул — Міжнародний аеропорт Інчхон

- Японія

- Осака — Міжнародний аеропорт Кансай
- Токіо — Міжнародний аеропорт Токіо
- Фукуока — Аеропорт Фукуока

### Північна Америка

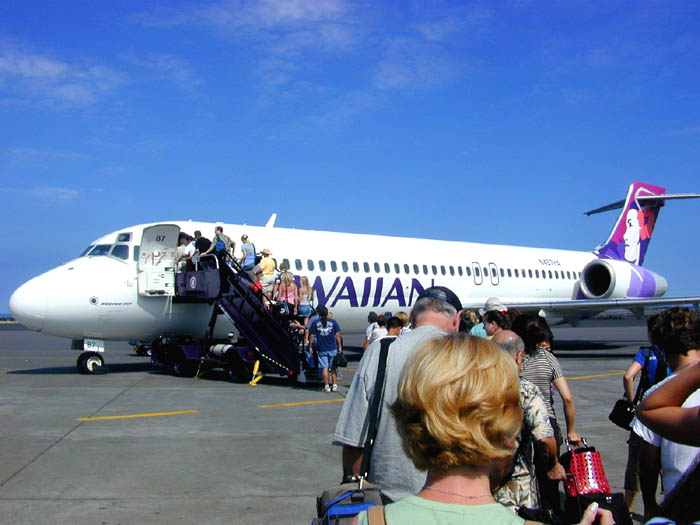
Boeing 717—200 Hawaiian Airlines

- Сполучені Штати Америки

- Аризона

- Фінікс —Міжнародний аеропорт Фінікс Скай-Харбор

- Вашингтон

- Сіетл — Такома — Міжнародний аеропорт СіетлТакома

- Гаваї

- Гонолулу — Міжнародний аеропорт Гонолулу
- Каилуа-Кона — Аеропорт Каїлуа-Кона
- Кахулуї — Аеропорт Кахулуї
- Ліхуе — Аеропорт Ліхуе
- Хіло — Міжнародний аеропорт Хіло

- Каліфорнія

- Лос-Анджелес — Міжнародний аеропорт Лос-Анджелес
- Окленд — Міжнародний аеропорт Окленд
- Сакраменто — Міжнародний аеропорт Сакраменто
- Сан-Дієго — Міжнародний аеропорт Сан-Дієго
- Сан-Франциско — Міжнародний аеропорт Сан-Франциско
- Сан-Хосе — Міжнародний аеропорт Сан-Хосе

- Невада

- Лас-Вегас — Міжнародний аеропорт Маккаран

- Нью-Йорк

- Нью-Йорк — Міжнародний аеропорт імені Джона Кеннеді

- Орегон

- Портленд — Міжнародний аеропорт Портленд

### Океанія
- Австралія
  - Сідней — Аеропорт Сідней

- Американське Самоа

- Паго-Паго — Міжнародний аеропорт Паго-Паго

- Таїті

- Папеете — Міжнародний аеропорт Фааа

## Флот

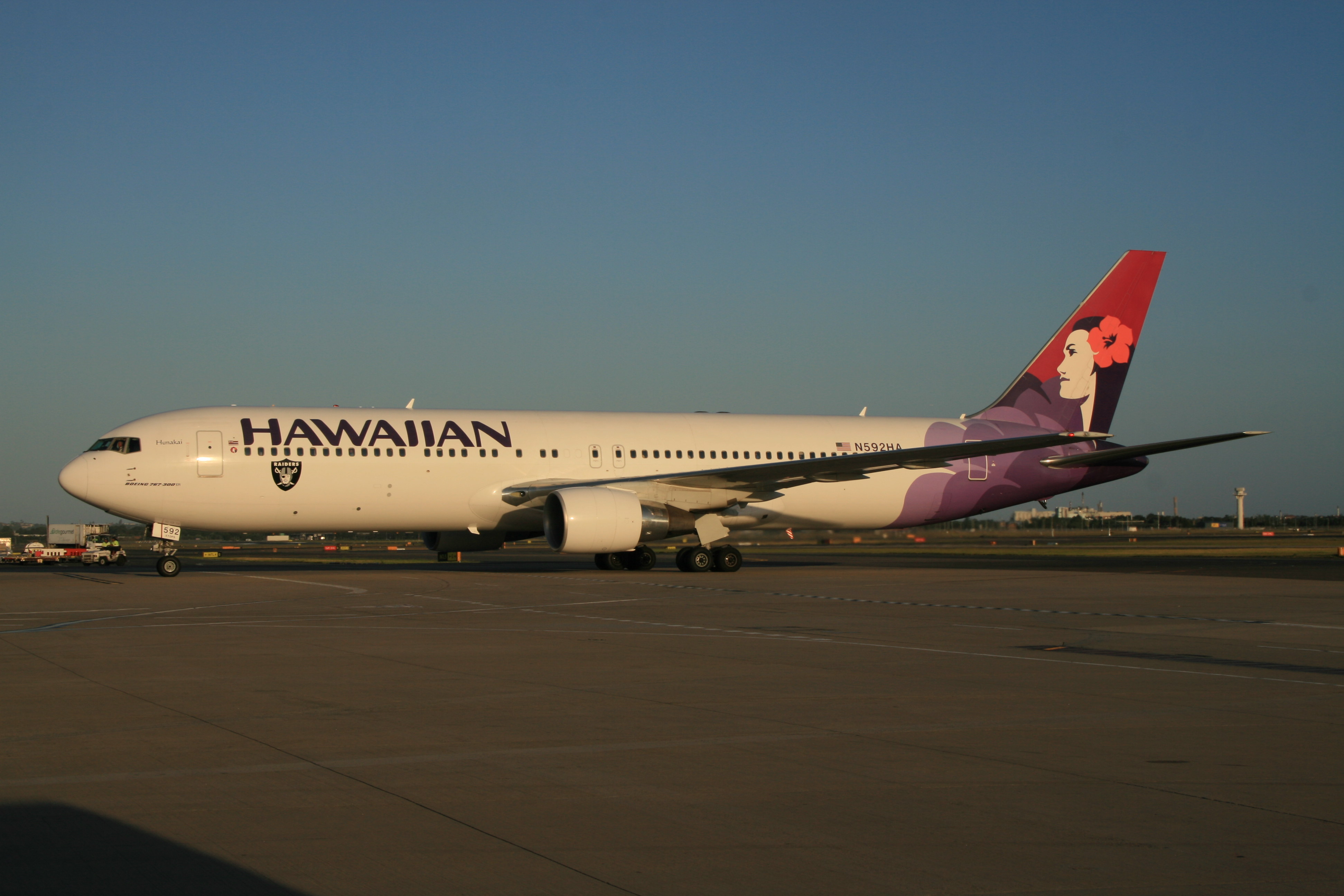
Boeing 767—300 Hawaiian Airlines

Станом на жовтень 2013 року флот Hawaiian Airlines складається з таких літаків з середнім віком 11,2 року:

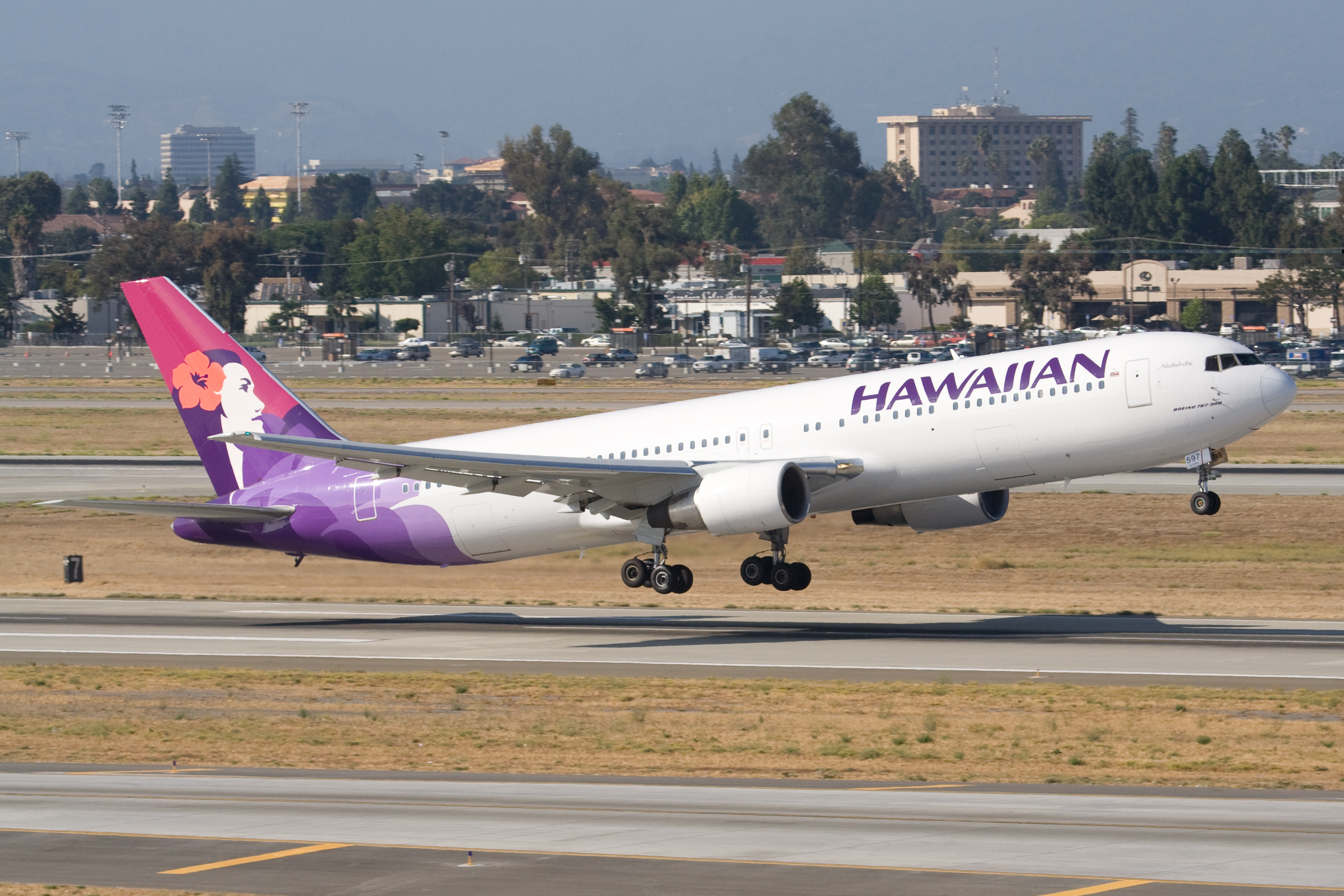
Boeing 767—300 Hawaiian Airlines